# María Teresa Portela Rivas
María Teresa Portela Rivas (Aldán, Cangas do Morrazo, 5 de maig de 1982) és una esportista que competeix en piragüisme en la modalitat d'aigües tranquil·les, guanyadora de catorze medalles en el Campionat Mundial de Piragüisme entre els anys 2001 i 2015 i disset medalles en el Campionat Europeu de Piragüisme entre els anys 2001 i 2013.
Va participar en quatre Jocs Olímpics d'Estiu, entre els anys 2000 i 2012, la seva millor actuació va ser un quart lloc assolit a Londres 2012 en la prova de K1 200 m.
El 2021 va aconseguir la Medalla de Plata als Jocs Olímpics d'estiu 2020 celebrats a Tòquio, en la prova de Ki 200 m.

## Palmarès internacional
| Campionat Mundial | Campionat Mundial                       | Campionat Mundial | Campionat Mundial |
| Any               | Lloc                                    | Medalla           | Competició        |
| ----------------- | --------------------------------------- | ----------------- | ----------------- |
| 2001              | Poznań (Polònia) Polònia                | 2                 | K4 200 m          |
| 2001              | Poznań (Polònia) Polònia                | 3                 | K4 500 m          |
| 2002              | Sevilla ( Espanya) Espanya              | 1                 | K1 200 m          |
| 2002              | Sevilla ( Espanya) Espanya              | 2                 | K4 200 m          |
| 2002              | Sevilla ( Espanya) Espanya              | 3                 | K4 500 m          |
| 2003              | Gainesville (Estats Units) Estats Units | 2                 | K1 200 m          |
| 2003              | Gainesville (Estats Units) Estats Units | 2                 | K2 200 m          |
| 2003              | Gainesville (Estats Units) Estats Units | 2                 | K4 200 m          |
| 2003              | Gainesville (Estats Units) Estats Units | 3                 | K4 500 m          |
| 2005              | Zagreb ( Croàcia) Croàcia               | 1                 | K1 200 m          |
| 2005              | Zagreb ( Croàcia) Croàcia               | 2                 | K2 200 m          |
| 2005              | Zagreb ( Croàcia) Croàcia               | 3                 | K4 200 m          |
| 2009              | Dartmouth ( Canadà) Canadà              | 3                 | K4 500 m          |
| 2015              | Milà ( Itàlia) Itàlia                   | 3                 | K1 200 m          |
| Campionat Europeu |                                         |                   |                   |
| Any               | Lloc                                    | Medalla           | Competició        |
| 2001              | Milà ( Itàlia) Itàlia                   | 2                 | K4 200 m          |
| 2001              | Milà ( Itàlia) Itàlia                   | 3                 | K4 500 m          |
| 2002              | Szeged ( Hongria) Hongria               | 1                 | K1 200 m          |
| 2002              | Szeged ( Hongria) Hongria               | 1                 | K4 200 m          |
| 2002              | Szeged ( Hongria) Hongria               | 2                 | K4 500 m          |
| 2004              | Poznań (Polònia) Polònia                | 1                 | K1 200 m          |
| 2004              | Poznań (Polònia) Polònia                | 1                 | K2 200 m          |
| 2004              | Poznań (Polònia) Polònia                | 1                 | K4 200 m          |
| 2004              | Poznań (Polònia) Polònia                | 3                 | K2 500 m          |
| 2004              | Poznań (Polònia) Polònia                | 3                 | K4 500 m          |
| 2006              | Račhissi ( República Txeca) Txèquia     | 1                 | K1 200 m          |
| 2008              | Milà ( Itàlia) Itàlia                   | 3                 | K4 500 m          |
| 2009              | Brandenburg ( Alemanya) Alemanya        | 1                 | K1 200 m          |
| 2010              | Corvera ( Espanya) Espanya              | 3                 | K1 200 m          |
| 2010              | Corvera ( Espanya) Espanya              | 3                 | K4 200 m          |
| 2011              | Belgrad ( Sèrbia) Sèrbia                | 2                 | K1 200 m          |
| 2013              | Montemor-o-Velho (Portugal) Portugal    | 2                 | K1 200 m          |